# 溫柔的慈悲 (電視劇)
《溫柔的慈悲》（英語：Gentle Mercy），2011年中國世紀長龍影視文化發展有限公司、臺灣映畫傳播聯合製作的偶像劇。本劇以台灣兩大文化生活產業「茶園」與「溫泉」貫穿劇情，獲得行政院新聞局高畫質電視節目輔導金新台幣1500萬元。由黄騰浩、李佳穎、黃湘怡、謝聞軒、張明明、楊子姍主演。2010年10月29日開鏡，2011年6月27日殺青，華視原定排在11月25日上檔，但因故延後至2012年1月27日首播。

## 播出時間

### 首播
| 頻道                          | 所在地 | 播出日期      | 播出時間          |
| ----------------------------- | ------ | ------------- | ----------------- |
| 華視主頻 （數位頻道同步播出） | 臺灣   | 2012年1月27日 | 每週五20:00       |
| HiHD頻道                      | 臺灣   | 2012年2月13日 | 每週一至週五22:00 |
| 緯來戲劇台                    | 臺灣   | 2012年6月23日 | 每週六至週日17:00 |
| 東南衛視                      | 中国   | 2013年4月3日  | 每天19:30         |

## 演員陣容

### 主要演員
| 演員   | 角色              | 介紹 |
| 黃騰浩 | 趙宇              | 30歲，唐美林與趙富祥的長子。小時候對范愛群一見鍾情。後來喜歡胡馨兒（李雅婷）但因誤認馨兒是自己同父異母的妹妹，傷心的到福建研究新品種的茶，後來經馨兒確認彼此不是兄妹，兩人重新在一起。 |
| 李佳穎 | 胡馨兒 （李雅婷） | 20歲，趙富祥與胡彩春的養女兒。親生父親是李桐（大大叔）。因大學期末報告而認識趙宇哥，田野調查使他們了解彼此。得知趙宇哥喜歡愛群姐，努力的幫趙宇哥追愛群姐。後來因趙宇和愛群分手，陪伴在趙宇哥身邊，讓趙宇漸漸發現自己喜歡馨兒，以為是兄妹暫時分開，後得知自己是大大叔的女兒，高興的去福建找趙宇，兩人重新再一起。 |
| 黄湘怡 | 趙菲              | 27歲，唐美林與趙富祥的女兒、趙宇的妹妹。和立群互相喜歡，但立群媽不喜歡，加上一次意外讓表姐思思有了立群的小孩，成全思思和立群。 |
| 謝聞軒 | 何思思            | 28歲，唐美晶的女兒。因一次意外有了立群的小孩，喜歡立群，所以和立群結婚，心裡明白立群愛趙菲。後因婚後立群冷漠，帶著小孩到上海找工作，被立群找到後，立群決定放下過去的感情，用心對待母子倆。 |
| 張明明 | 范立群            | 31歲，大茶商暨溫泉飯店老闆范永康的兒子。喜歡菲菲。因一次意外有了和思思的小孩，，所以和思思結婚，後因婚後冷漠思思，讓思思離家出走，被立群找到後，立群決定放下過去的感情，用心對待母子倆。 |
| 楊子姍 | 范愛群            | 28歲，大茶商暨溫泉飯店老闆范永康的女兒、范立群的妹妹。喜歡趙宇，和他交往，想利用趙宇得到商業利益。後與趙宇分手。誠心向趙宇抱歉，和趙宇還是朋友。幫助趙宇到福建研發新品種的茶。 |

### 其他演員
| 演員   | 角色              | 介紹                                                                                |
| 李淑楨 | 唐美林            | 30~50歲，趙宇與趙菲的母親。                                                         |
| 王中平 | 趙富祥 （胡克勤） | 34~54歲，趙宇與趙菲的父親。後離開了家裡，遇到了胡彩春，並與她生活，並改名為胡克勤。 |
| 胡安安 | 胡彩春            | 20~40歲，胡馨兒的養母，曾當過酒家女。後遇到了趙富祥，並與他生活。                   |
| 徐貴櫻 | 林燕妮            | 55歲，大茶商暨溫泉飯店老闆范永康的妻子，范立群與范愛群的媽媽。                      |
| 龍劭華 | 范永康            | 58歲，大茶商暨溫泉飯店老闆，林燕妮的丈夫、范立群與范愛群的爸爸。                    |
| 梁家榕 | 唐美晶            | 46歲，唐美林的妹妹、何思思的母親。                                                  |
| 黃仲崑 | 李桐              | 54歲，胡馨兒的親生父親。                                                            |

### 客串演員
| 演員       | 角色   | 介紹                           |
| 賀軍政     | 趙東成 | 趙富祥祖先。                   |
| 雷洪       | 老吳   | 推薦趙富祥投資的人。           |
| 鄧安寧     | 林顧問 | 顧問。                         |
| 楊少文     | 王胖   | 胡彩春的養父。                 |
| 王凱       | MIKE   | 范愛群的前男友。               |
| 藍葦華     | 陳茂德 | 唐美林、趙富祥鄰居，綽號阿德。 |
| 馬力歐     | 阿泰   | 唐美林、趙富祥鄰居，玉蘭之夫。 |
| 劉香君     | 玉蘭   | 唐美林、趙富祥鄰居，阿泰之妻。 |
| 林玉紫     | 胡母   | 胡彩春的母親。                 |
| 傅顯皓     | 趙宇   | 小時候的趙宇。                 |
| 許亞琦     | 趙菲   | 小時候的趙菲。                 |
| 陳柏年     | 范立群 | 小時候的范立群。               |
| 紀亮竹     | 范愛群 | 小時候的范愛群。               |
| 王佳萱     | 何思思 | 小時候的何思思。               |
| 湯愛民     | 李太太 | 李桐的老婆。                   |
| 邱翠萍     | 王太太 | 趙家的隔壁鄰居。               |
| 周丹薇     | 羅董   | 董事長。                       |
| 北村豐晴   | 田中   | 日本企業家。                   |
| 大西由希也 | 松村   | 日本企業家。                   |
| 張國棟     | 趙世伯 | 趙富祥福州的叔叔。             |

## 電視劇歌曲
| 曲別   | 歌名           | 演唱者 | 作詞   | 作曲                |
| 片頭曲 | 茶湯           | 郁可唯 | 方文山 | 陳子鴻              |
| 片尾曲 | 你還在         | 林凡   | 葛大為 | Adrian Fu           |
| 插曲   | 多少柔情多少淚 | 藍心湄 | 雨牛   | Wise、Lloyd Weisman |

## 重要場景
- 塗潭八卦茶園（新北市石碇區永安里6鄰北宜路6段，北宜公路）

## 收視率

### 華視週五晚間首播
| 播映日期      | 集數       | 平均收視 | 收視排名 | 備註   |
| ------------- | ---------- | -------- | -------- | ------ |
| 2012年1月27日 | 1          | 0.41     | 5        |        |
| 2012年2月3日  | 2          | 0.57     | 5        |        |
| 2012年2月10日 | 3          | 0.48     | 5        |        |
| 2012年2月17日 | 4          | 0.46     | 5        |        |
| 2012年2月24日 | 5          | 0.54     | 5        |        |
| 2012年3月2日  | 6          | 0.60     | 8        |        |
| 2012年3月9日  | 7          | 0.57     | 5        |        |
| 2012年3月16日 | 8          | 0.67     | 4        |        |
| 2012年3月23日 | 9          | 0.47     | 5        |        |
| 2012年3月30日 | 10         | 0.43     | 6        |        |
| 2012年4月6日  | 11         | 0.37     | 5        |        |
| 2012年4月13日 | 12         | 0.49     | 5        |        |
| 2012年4月20日 | 13         | 0.40     | 6        |        |
| 2012年4月27日 | 14         | 0.43     | 5        |        |
| 2012年5月4日  | 15         | 0.62     | 4        | 完結篇 |
| 平均收視率    | 平均收視率 | 0.50     | -        | -      |

- 同時段節目：
  - 三立：
    - 三立台灣台《牵手》
    - 三立都會台《真愛找麻煩／愛上巧克力》

  - 民視《父與子》
  - 台視《百萬小學堂》
  - 中視《公主嫁到／龍遊天下／龍行天下／龍巡天下／穆桂英掛帥》
  - 大愛《守著你的我／生命花園／陪你看天星／麻豆小鎮》
- 由AC尼尔森調查，調查範圍是四歲以上收看電視之觀眾。

## 製作團隊
- 監製：陳成德
- 製作人：郭建宏、張曼娜
- 編審：陳千賀
- 編劇：
  - 郭峻明、呂佩怡（第1－2集）
  - 郭峻明、呂佩怡、徐珪瑩、劉瑩（第3集）
  - 徐珪瑩、劉瑩、黃品瑄（第4－5集）
  - 范、黃品瑄、徐珪瑩、郭湘綺、張莉娜（第6－15集）
- 導演：鄧安寧、余蒨蒨
- 製作公司：映畫傳播事業股份有限公司、世紀長龍影視文化發展有限公司

- 企劃：楊啟仙、詹美瑜
- 副導：巫國熙、潘淑娟
- 執行：卓群超、李英杰、林子堯
- 攝影師：王兆仲、李清迪、王榮郘
- 燈光師：劉京陵、張戈武
- 劇照師：康恩得、林國仁
- 現場執行：鄧清憲、游秉權
- 執行助理：李建良、陳聞竭、張志宏、陳俊銘
- 場記：劉心柔
- 美術：鄭靄雲
- 道具陳設：顏朝山、羅文光
- 道具助理：羅兆德、張郡蘋、任子威、李建邦
- 燈光助理：陳鵬元、廖志成
- 場務：許志安、周于勝、陳輝弘、林敬堯
- 髮型設計：倪萱髮藝
- 造型：鄭靄雲、張語菲
- 梳妝：魏柏瑋
- 化妝：陳采婕
- 服裝：林佳璇、張心盈
- 服裝助理：施姿伊、陳律貽
- 梳化助理：吳居玟
- 剪接：好主意傳播（吳寶玉、蕭智嘉、王雅玲）
- 剪接助理：魏鳳萱、余孟儒
- 後製：彭睿穎
- 配樂製作：太妃堂文化社 Toffee Clique
- 音樂提供：滾石國際音樂股份有限公司
- 音效：聲動錄音有限公司（席裕龍、施景彬、黃志龍）
- 片頭題字：紀淵宇
- 片頭片尾設計：光源影音科技有限公司（黃金盛）
- 動畫設計：深入科技有限公司（bobby）
- 片花剪接：蘇佩儀
- 攝影工程
  - 大米影視傳播有限公司：陳彥儒、李政剛
  - 大宇傳播有限公司：陳良全、吳宗翰
  - 原色彩傳播事業有限公司
- 場務器材：協明企業社

## 外部連結
- 官方网站－華視
- 官方网站－緯來

## 作品的變遷
| 華視主頻 每週五 20:00 - 22:00 | 華視主頻 每週五 20:00 - 22:00               | 華視主頻 每週五 20:00 - 22:00 |
| ----------------------------- | ------------------------------------------- | ----------------------------- |
|                               | 溫柔的慈悲 （2012年1月27日－2012年5月4日）  |                               |
| 笑傲江湖（重播）              | 後宮甄嬛傳 （2012年5月11日－2012年5月21日） |                               |

| HiHD頻道 每週一至週五 22:00 - 23:00              | HiHD頻道 每週一至週五 22:00 - 23:00         | HiHD頻道 每週一至週五 22:00 - 23:00 |
| ------------------------------------------------ | ------------------------------------------- | ----------------------------------- |
|                                                  | 溫柔的慈悲 （2012年2月13日－2012年3月23日） |                                     |
| 醉後決定愛上你 （2011年12月26日－2012年2月10日） | 搖滾保母                                    |                                     |

| 緯來戲劇台 每週六至週日 17:00 - 19:00 | 緯來戲劇台 每週六至週日 17:00 - 19:00       | 緯來戲劇台 每週六至週日 17:00 - 19:00 |
| ------------------------------------- | ------------------------------------------- | ------------------------------------- |
|                                       | 溫柔的慈悲 （2012年6月23日－2012年8月18日） |                                       |
| 蓋世英雄方世玉                        | 天使的誘惑                                  |                                       |